# Dollishof

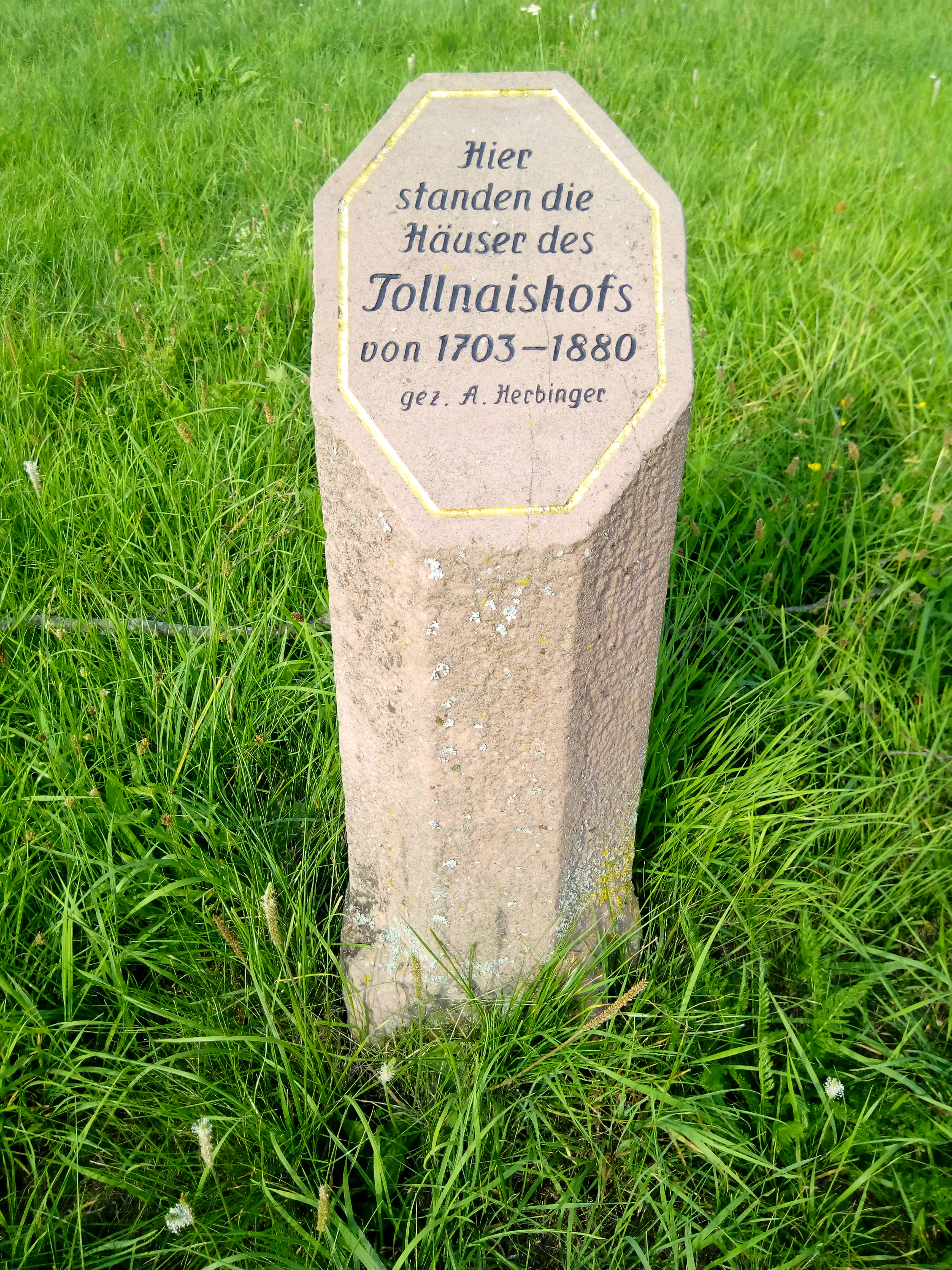
Dieser Gedenkstein markiert die ehemalige Position der Wüstung

Der Dollishof (ursprünglich: Tolnayshof, auch: Tollnaishof und weitere Schreibweisen) ist eine Ortswüstung am Ostrand der Gemarkung von Leibenstadt, einem Ortsteil von Adelsheim im Neckar-Odenwald-Kreis. Der Hof wurde im 18. Jahrhundert gegründet und entwickelte sich bis zur Mitte des 19. Jahrhunderts zu einem Dorf mit etwa 250 Einwohnern. Wegen der vorherrschenden Armut forcierte der badische Staat ab 1850 vor allem die Auswanderung der Einwohner nach Amerika oder auch den Umzug in andere Ortschaften. Die Siedlung wurde 1880 durch den badischen Staat vollends aufgelöst. Alle Gebäude wurden abgerissen, auch der Friedhof des Ortes wurde wenig später eingeebnet. Der Ort lag ehedem auf etwa 320 m ü. NN im heutigen Feldgewann Denzer, im Geviert, das heute gebildet wird vom unteren Heidelsgraben im Nordnordwesten, dem Waldrand des Denzerwaldes im Ostnordosten eben schon auf Schöntaler Gemeindegebiet, der A 81 im Südosten und einem Feldweg im Südwesten.

## Geschichte
Die Freiherren von Gemmingen-Hornberg ließen um 1670 als Grundherren von Leibenstadt den nordwestlich des Ortes gelegenen Wald roden. Von Leibenstadt aus nutzten sie das neu gewonnene Ackerland anfangs selbst. 1703 erwarb der ungarische Adlige Franz von Tolnay de Goellye rund 100 Morgen dieser Fläche und errichtete ein Hofgut, den nach ihm benannten Tolnayshof. Der Hof erhielt zwar eine eigene Markung, verblieb aber innerhalb des Leibenstadter Gemeindeverbands. Tolnay hatte zuvor bereits ohne Erfolg den Tennichshof (heute: Schwärzerhof auf Gemarkung von Möckmühl) bewirtschaftet und geriet auch auf dem neuen Hof in wirtschaftliche Schwierigkeiten, so dass der Hof infolge eines Vergleichs um 1739 wieder an die Freiherren von Gemmingen fiel. Diese parzellierten danach das aufgegebene Hofgut zu Bauplätzen und siedelten auf einer Fläche von rund 50 Ar westlich des Denzerwaldes vor allem fahrendes Volk an. Da die Grundherrschaft nur die Kernfläche des ehemaligen Hofgutes neu vergeben hatte, gab es nur geringe landwirtschaftliche Flächen. Die Landwirtschaft auf dem Tolnayshof blieb daher im Wesentlichen auf den Eigenbedarf der Bewohner beschränkt, die ihr Auskommen weiterhin durch Hausieren (vor allem als Farbhändler) oder Bettelei bestritten. 1830 gab es auf dem Tolnayshof 24 Bürger zuzüglich ihrer Familienangehörigen, darunter acht Farbhändler, zwei Siebmacher und zwei Maulwurfsfänger. 1832 ergab eine erste Einwohnerzählung 166 Personen.
Aus rechtlicher Sicht war die Ansiedlung keine neue Gemeinde, sondern lediglich eine Colonie der Grundherrschaft, die vom Gemmingen’schen Rentamt in Widdern verwaltet wurde. Nach dem Ende der Reichsritterschaft gab es Überlegungen, die Siedlung der Gemeinde Leibenstadt zuzuschlagen oder zur selbständigen Gemeinde zu erheben. Gegen den Anschluss an Leibenstadt sprach, dass die Siedlung, obwohl auf Leibenstadter Gemarkung gelegen, nie zu Leibenstadt gezählt hatte. Gegen die Erhebung zur Gemeinde sprach die kleine Grundfläche und der geringe Einwohnerstand. Vorerst blieb es bei der amtlichen Bezeichnung Colonie, die Bewohner wurden Colonen genannt. An der Spitze der Bürgerschaft stand ein Stabhalter. Bei der Regelung der Rechtsverhältnisse der badischen Gemeinden wurde der Hof durch Verfügung des badischen Innenministeriums vom 25. Oktober 1839 zu einem für sich bestehenden Hofgut auf eigener Markung erklärt, das zwar politisch der Gemeinde Leibenstadt einverleibt wurde, für das jedoch ein gesondertes Grund- und Pfandbuch geführt wurde.
Aufgrund der vorherrschenden Armut und des Kinderreichtums der Bewohner erging bereits 1836 der Beschluss, keine Neuansiedlung auf dem Dollishof zuzulassen. 1847 übernahm der badische Staat die Grundherrschaft über den Ort, der inzwischen rund 250 Einwohner hatte und über eine eigene Schule und einen Friedhof verfügte. Die Leistungen der Schule, die 1851/53 von rund 30 Kindern aus der Siedlung und 1865 auch von 23 Kindern aus dem benachbarten Hergenstadt besucht wurde, sah man als unzureichend an – fand man doch auf dem Hof selbst unter der jüngeren Bevölkerung einige Analphabeten.
Aus materieller Not kam es immer wieder zu Fällen von Feld- und Waldfrevel. Diesem wie auch der Bettelei begegnete der badische Staat durch eine Reihe von ordnungsamtlichen Maßnahmen und vergleichsweise hohe Unterstützungszahlungen. Ab etwa 1850 förderte er dann vor allem die Auswanderung nach Amerika. Diese staatlich betriebene Entvölkerung war nicht ungewöhnlich, sondern wurde auch in anderen Ortschaften mit ähnlicher Geschichte und ähnlichem Sozialgepräge angewandt, wie etwa im nahen Rineck bei Mosbach oder in Ferdinandsdorf bei Eberbach. Bis 1852 sank die Einwohnerzahl in Dollishof dadurch um rund 100 Personen auf 155. Der Staat erwarb die Grundstücke der Auswanderer und ließ die darauf stehenden Gebäude abreißen. Nach dieser ersten erfolgreichen Auswanderungskampagne verlief die weitere Entsiedelung des Ortes nur noch schleppend. 1865 lebten immer noch 117 Personen in den noch vorhandenen 16 Häusern. Danach wuchs die Bewohnerzahl sogar nochmals, bis 1878 wurden acht neue Häuser errichtet und die Einwohnerzahl erreichte 124 Personen.
1877 regte das Bezirksamt Adelsheim die vollständige Auflösung der Siedlung an. Beweggründe waren die defizitären Ausgaben für Armenunterstützung, das schlechte Schulwesen, die ungünstige Sozialprognose der Einwohnerschaft, die fortwährende Inzucht unter den Bewohnern sowie der Mangel an Wasser im Ort, der dieses aus einem außerhalb gelegenen Brunnen beziehen musste, und bei höherem Bedarf sogar noch teilweise aus den umliegenden Orten. Der badische Staat stimmte der Auflösung zu und konnte bis zum Oktober 1879 die Hälfte der 24 Gebäude erwerben, bis Mai 1880 weitere fünf Gebäude. Der Erwerb der letzten Gebäude zog sich noch einige Monate hin, da die letzten Eigentümer wegen ihrer Verhinderungsmacht zäh um höhere Verkaufspreise feilschten. Letztendlich erwarb der Staat jedoch noch im Verlauf des Jahres 1880 alle restlichen Grundstücke und ließ die Gebäude einebnen. Lediglich der außerhalb des Ortsetters gelegene Dorfbrunnen und der ebenfalls außerhalb gelegene Friedhof blieben bestehen. Den Friedhof überließ man dem Verfall, er wurde auch von den früheren Bewohnern, die in umliegende Orte verzogen waren, nicht mehr gepflegt, so dass er bald verbuschte und später ebenfalls eingeebnet wurde. Abbruchmaterial des ehemaligen Schulhauses von Dollishof wurde im benachbarten Hergenstadt zum Bau einer Kapelle verwendet.

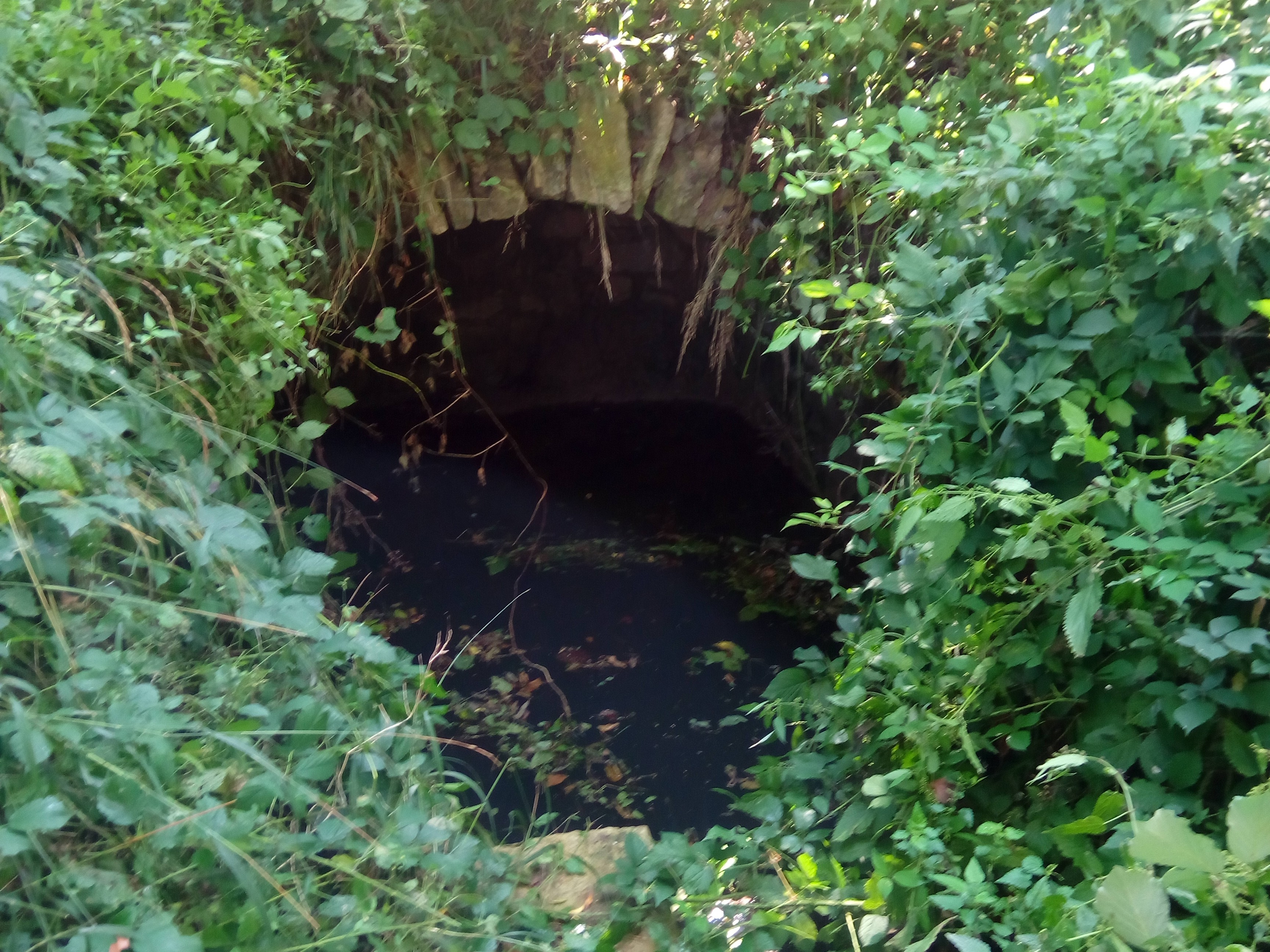
Noch vorhandener Brunnen

1924 wurde die Gemarkung von Dollishof aufgehoben und ihre Fläche der Gemeinde Leibenstadt zugeschlagen. An die einstige Siedlung erinnert heute im Gelände nur noch ein Gedenkstein und der Brunnen. Außerdem hat sich im regionalen Sprachgebrauch die leicht abschätzige Bezeichnung Dollisheifer („Dollishöfer“) erhalten, die Bezug auf den schlechten Leumund der früheren Bewohner nimmt.